# Clarence (Luisiana)
Clarence es una villa ubicada en la parroquia de Natchitoches en el estado estadounidense de Luisiana. En el Censo de 2010 tenía una población de 499 habitantes y una densidad poblacional de 122,25 personas por km².

## Geografía
Clarence se encuentra ubicada en las coordenadas 31°49′13″N 93°1′45″O / 31.82028, -93.02917. Según la Oficina del Censo de los Estados Unidos, Clarence tiene una superficie total de 4.08 km², de la cual 4.07 km² corresponden a tierra firme y (0.32%) 0.01 km² es agua.

## Demografía
Según el censo de 2010, había 499 personas residiendo en Clarence. La densidad de población era de 122,25 hab./km². De los 499 habitantes, Clarence estaba compuesto por el 23.25% blancos, el 75.15% eran afroamericanos, el 0.2% eran amerindios, el 0% eran asiáticos, el 0% eran isleños del Pacífico, el 0.2% eran de otras razas y el 1.2% pertenecían a dos o más razas. Del total de la población el 2.2% eran hispanos o latinos de cualquier raza.